# 藤原里
藤原里（藤原 里）是一名日本漫画家，血型为O型，出生于日本东京都。藤原是电视动画《猫愿三角恋》（又译《猫恋》、《喵恋》）的原作作者。《猫愿三角恋》亦是藤原的代表作品。藤原最初是同人画家，后来开始出版漫画。